# Maghrib
Maghrib (arabisk: صلاة المغرب, ṣalāt al-maġrib) er en af islams fem tidebønner (salat). Maghrib udføres mellem solnedgang og tusmørke, og består af tre Raka'ah.
| Islam | Spire Denne islamartikel er en spire som bør udbygges. Du er velkommen til at hjælpe Wikipedia ved at udvide den. |